# Gergovie Val d’Allier Communauté
Die Gergovie Val d’Allier Communauté ist ein ehemaliger französischer Gemeindeverband mit der Rechtsform einer Communauté de communes im Département Puy-de-Dôme in der Region Auvergne-Rhône-Alpes. Sie wurde am 16. Dezember 1999 gegründet und umfasste elf Gemeinden. Der Verwaltungssitz befand sich im Ort Veyre-Monton.

## Historische Entwicklung
Mit Wirkung vom 1. Januar 2017 fusionierte der Gemeindeverband mit  
- Allier Comté Communauté und
- Communauté de communes des Cheires

und bildete so die Nachfolgeorganisation Mond’Arverne Communauté.

## Ehemalige Mitgliedsgemeinden
1. Authezat
2. Corent
3. Les Martres-de-Veyre
4. Mirefleurs
5. Orcet
6. La Roche-Blanche
7. La Roche-Noire
8. Saint-Georges-sur-Allier
9. Saint-Maurice
10. La Sauvetat
11. Veyre-Monton